# Спомен соба Топлички устанак
Топлички устанак или народна буна из 1917. године био је српски устанак против бугарске и аустроугарске окупације и терора за време Првог светског рата и једини у некој од окупираних држава у том периоду.
Прва поставка посвећена овој тематици одрађена је у народном музеју Топлице 1977. године, смештеном у згради старе поште. Поставка обухвата фотографије, документа и мали број предмета из тог периода. Нова поставка урађена је 1994.године на принципима савремене музеологије. Пратећи ток догађаја поред фотографија и докумената у поставци су 42 предмета. Музеј поседује и колекцију оружја коришћеног за време устанка.
Поводом обележавања 85. годишњице устанка у селу Гргуру марта 2002. године урађена је спомен соба Топлички устанак 1917. године.